# Fennoskandinavien

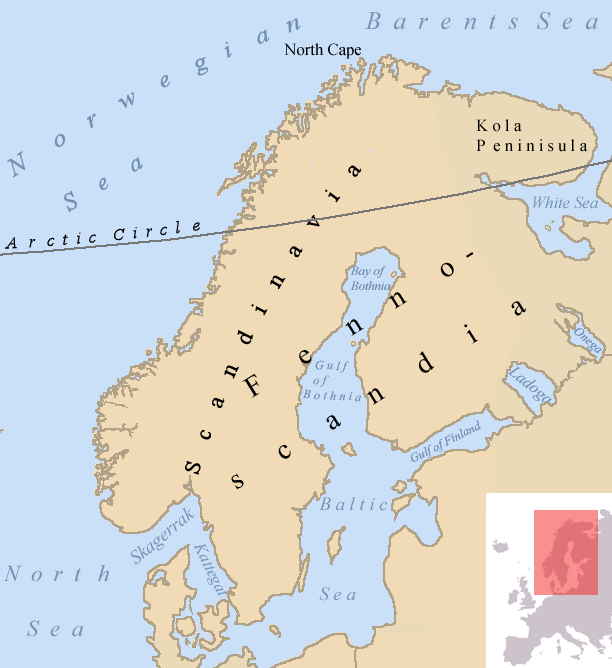
Karte zur Verdeutlichung des Unterschieds zwischen der Skandinavischen Halbinsel und Fennoskandinavien

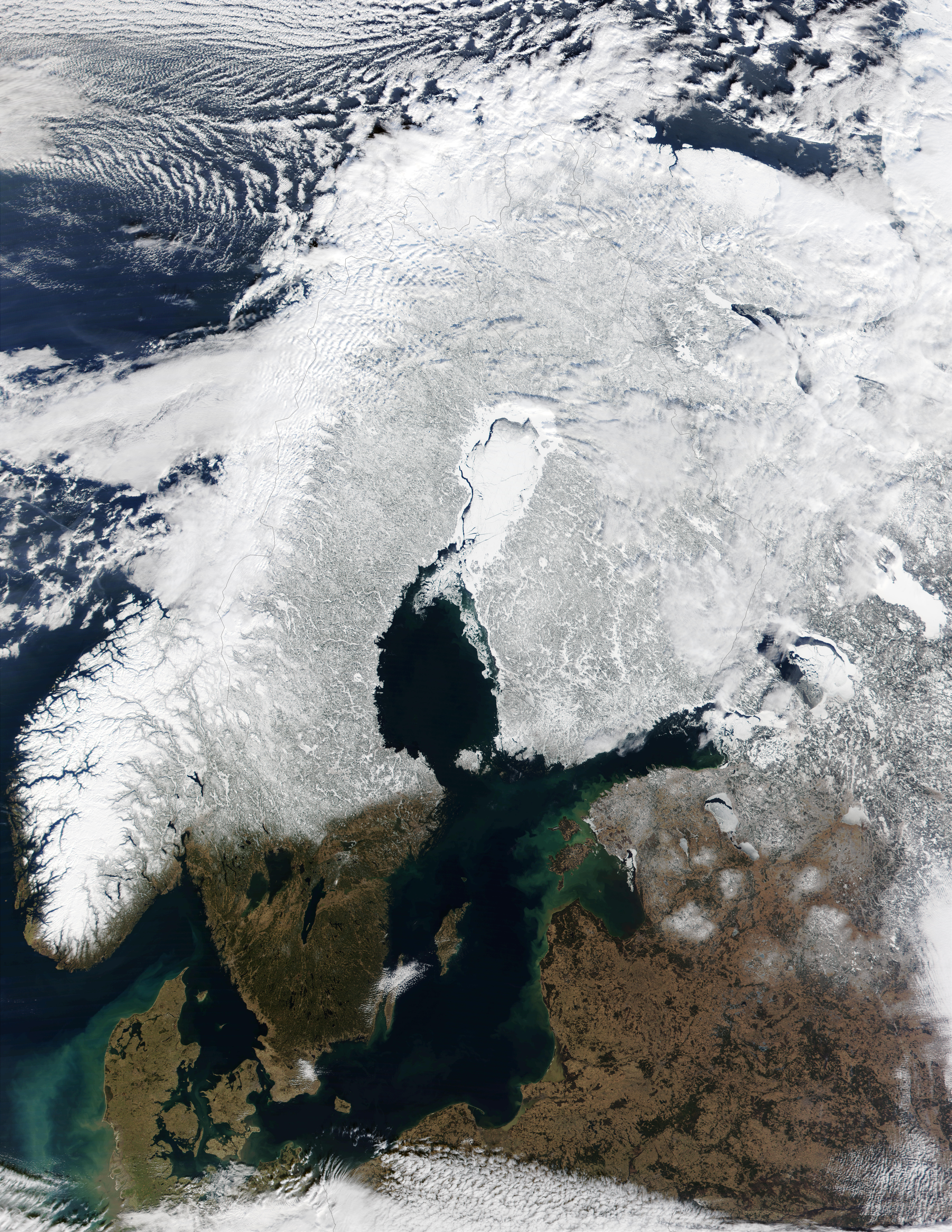
Satellitenbild von Fennoskandinavien im März 2002

Fennoskandinavien, auch Fennoskandien oder Fennoskandia genannt, ist eine Bezeichnung für die nordeuropäische Halbinsel, die sich aus Finnland (Fenno-) und der Skandinavischen Halbinsel (-scandia) sowie Karelien und der Halbinsel Kola zusammensetzt. In regionalgeologischem Kontext wird dieses Gebiet, mit Ausnahme des nordwestlichen (kaledonischen) Teils des Skandinavischen Gebirges, als Fennoskandischer Schild oder auch Baltischer Schild bezeichnet.
Der finnische Geologe Wilhelm Ramsay führte den Begriff 1898 ein (nach anderer Quelle erst 1900) und begründete die Abgrenzung des Gebiets mit seiner geologisch-geographischen Einheit. Gemeint ist die Halbinsel, die durch Nord- und Ostsee sowie durch die Linie „Finnischer Meerbusen – Ladogasee – Onegasee – Weißes Meer“ (vgl. Weißmeer-Ostsee-Kanal) vom übrigen europäischen Festland abgegrenzt ist.